# Scapulimantie
Scapulimantie (ook wel scapulomantie gespeld, ook wel omoplatoscopie of schouderbladlezen genoemd) is de beoefening van waarzeggerij gebruikmakend van scapulae (schouderbladen). In het kader van de orakelbotten van het oude China, die voornamelijk zowel schouderbladen als de plastrons van schildpadden gebruikten, wordt de term scapulimantie soms gebruikt in een brede zin om naar zowel scapulimantie als plastromantie (een vergelijkbare manier van waarzeggerij die gebruikmaakt van plastrons) te verwijzen. De term osteomantie zou echter geschikter kunnen zijn, verwijzend naar waarzeggerij met gebruik van botten. Veel archeologische vindplaatsen langs de zuidkust en afgelegen eilanden van het Koreaanse schiereiland tonen aan dat herten- en varkensscapulae werden gebruikt bij waarzeggerij tijdens de Koreaanse Samhan-periode, c. 300 v.Chr. - 300/400 n.Chr. 

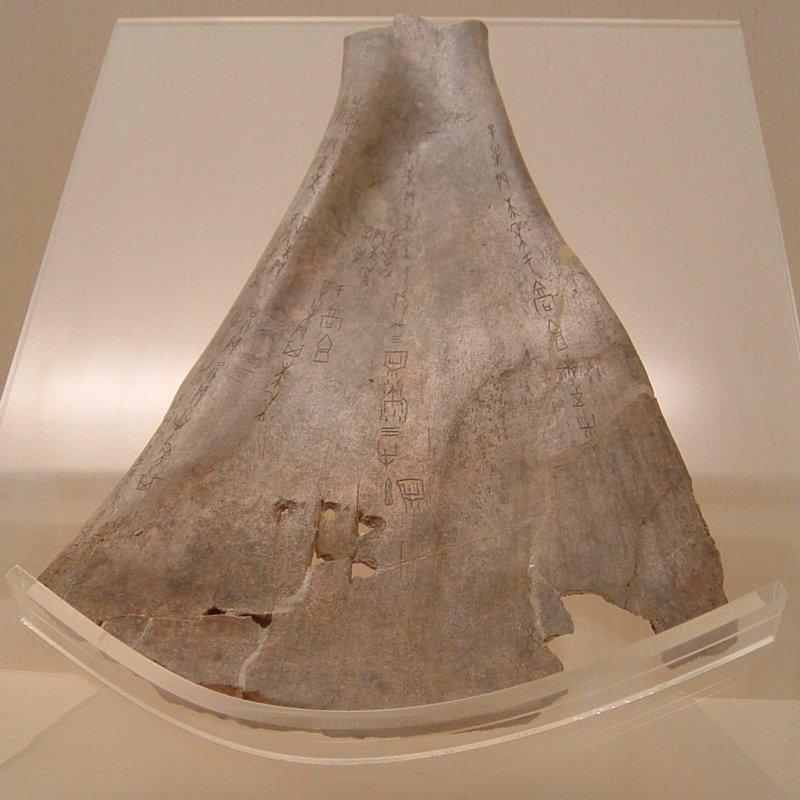
Een orakelbot van het schouderblad van een rund, Museum van Shanghai.

Historisch gezien heeft scapulimantie twee belangrijke vormen aangenomen. In de eerste vorm, 'apyromantisch', werd het schouderblad van een dier na het slachten eenvoudigweg onderzocht. Deze vorm was wijdverbreid in Europa, Noord-Afrika en het Nabije Oosten. De tweede vorm, "pyromantische" scapulimantie, waarbij het bot werd verwarmd of verbrand en de resultaten daarvan werden geïnterpreteerd, werd gehanteerd in Oost-Azië en Noord-Amerika. 
Scapulimantie werd ook genoemd in hoofdstuk 5 van de Kojiki, de Japanse Kroniek van Oude Zaken, waarin de hemelse goden dit waarzeggingsproces gebruikten tijdens een raadpleging door lagere goden. 
Het is ook een methode van waarzeggerij onder Griekse en Servische boeren, zelfs vandaag de dag. Het is waarschijnlijk van zeer oude oorsprong. Recentelijker zijn verwijzingen te vinden in de memoires van verschillende krijgers die vochten tijdens de Griekse Onafhankelijkheidsoorlog. Telkens wanneer ze een feest hadden, braadden ze lammeren, en na de maaltijd verwijderde iedereen die wist hoe hij het schouderblad moest "lezen" enig overgebleven vlees van het bot en hield het schouderblad in het licht, waarna ze de verschillende schaduwachtige stukjes op het doorzichtige deel van het bot interpreteerden. Een doorzichtig schouderblad was een goed voorteken. Schaduwachtige stukjes beschikten over een interpretatie en hiermee voorspelden ze de uitkomst van een gevecht de volgende ochtend, dood of overleving. 
In de Renaissance-magie werd scapulimantie (bekend als "spatulamantie") geclassificeerd als een van de zeven "verboden kunsten", samen met necromantie, geomantiek, aeromantie, pyromantie, chiromantie (handlijnkunde) en hydromanctie.